# Facultad Regional Concepción del Uruguay
La Facultad Regional Concepción del Uruguay (FRCU) es una de la 30 facultades regionales de la Universidad Tecnológica Nacional de la Argentina. Está ubicada en el barrio Puerto Viejo al sur de la ciudad de Concepción del Uruguay.

## Historia
Por iniciativa de diversas instituciones surgió la idea de gestionar la creación de una Casa de Estudios Universitarios en Concepción del Uruguay. Luego de una primera reunión, se decidió encaminar las gestiones para lograr una Unidad Académica de la Universidad Tecnológica Nacional.
Establecidos los contactos con autoridades de la UTN, y de conformidad con ellas, en Acuerdo General de Ministerio se dictó el decreto Nº 2161 del 8 de julio de 1969, constituyendo una Comisión de Estudios Específicos para realizar los estudios de factibilidad correspondientes.
Dicha Comisión dependía de la Subsecretaría de Educación, a cargo del Prof. Pedrazzoli, y tenía la presidencia del Dr. David Pérez del Viso, profesor de la Facultad Regional Santa Fe de la UTN.
El 29 de diciembre de 1969 el rectorado de la UTN, como resultado de los estudios de factibilidad mencionados anteriormente, dictó la resolución Nº 487/69 que creó la Delegación Entre Ríos de la UTN, la que puso en funcionamiento una Delegación Central en Paraná y otra dependiente de ella, en Concepción del Uruguay. 
En el Colegio del Uruguay a los pocos días comenzó a funcionar el curso preparatorio del año académico 1970 de la UTN. El heredero de la organización del país había puesto a entera disposición de la UTN. su edificio, oficinas, laboratorios, lo que permitió además la formación académico-administrativa. De ahí que, por resolución Nº 120 del 3 de abril de 1970, el Rectorado de la Universidad Tecnológica Nacional en ejercicio de las atribuciones del Honorable Consejo Superior resolvió: "Designar delegado del Rectorado para desempeñarse en la Delegación Regional de Concepción del Uruguay, al Ingeniero Guillermo Segundo Gianello, en las condiciones que se especificó en el respectivo contrato". El Ing. Gianello ya estaba desde el primer día de su creación al frente de la Delegación propuesto por la Comisión Pro-Facultad Tecnológica.

## Oferta Académica

### Carreras de Grado
- Ingeniería en Sistemas de Información
- Ingeniería Electromecánica
- Ingeniería Civil
- Licenciatura en Organización Industrial

### Carreras de Posgrado
- Maestría en Ingeniería en Calidad
- Maestría en Ingeniería Ambiental
- Especialización en Ciencias de la Computacion
- Especialización en Ingeniería en Calidad
- Maestría en Ingeniería en Calidad
- Maestría en Administración de Negocios
- Maestría en Ciencias de la Computación con Orientación en Bases de Datos

### Carrera de Pregrado
- Tecnicatura Superior en Administración y Gestión en Instituciones de Educación Superior
- Tecnicatura Superior en Higiene y Seguridad en el Trabajo
- Tecnicatura en Mecatrónica
- Tecnicatura Superior en Procedimientos y Tecnologías Ambientales
- Tecnicatura Superior en Programación